# Ригачин, Николай Иванович

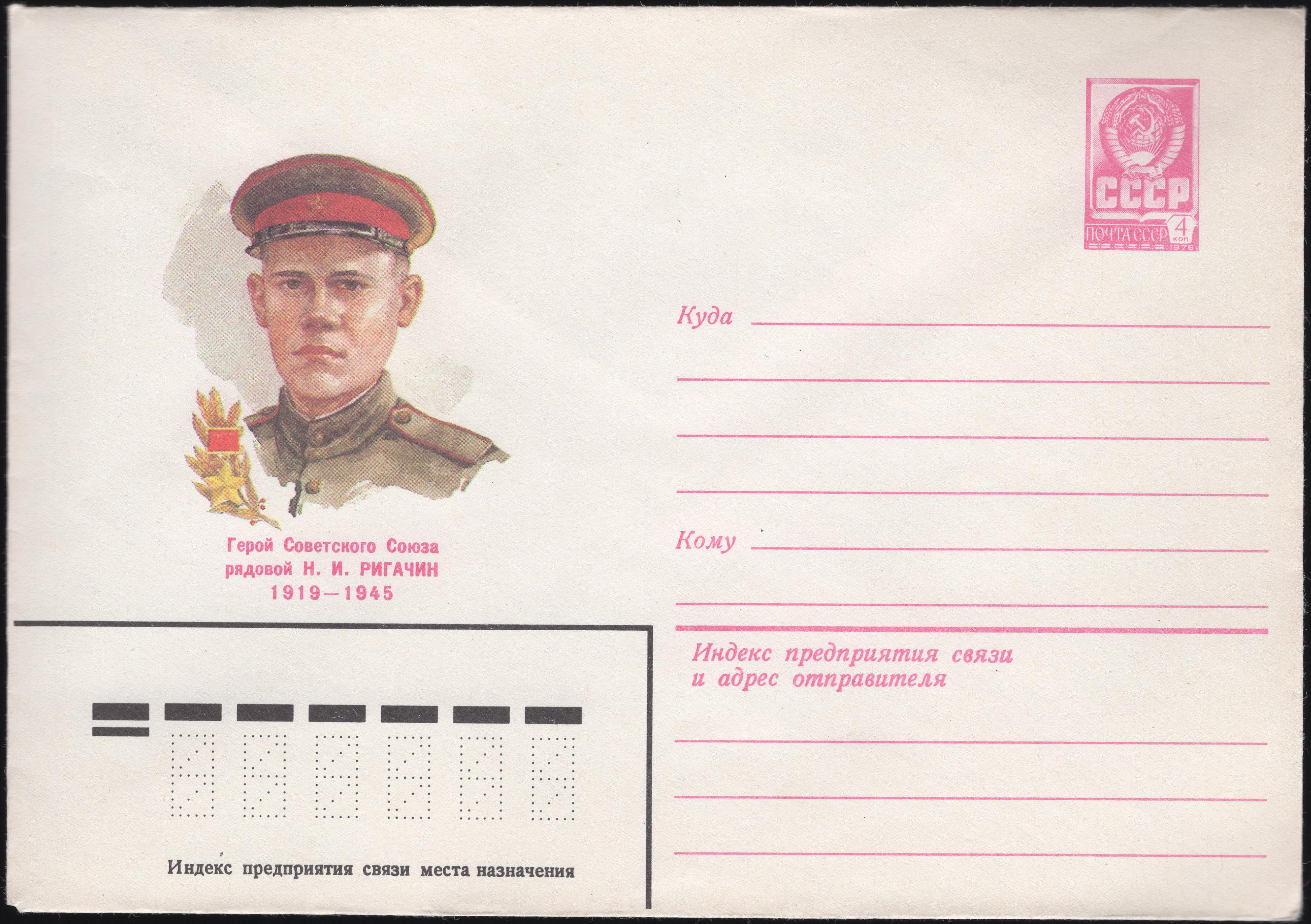
Почтовый конверт СССР, 1982 год

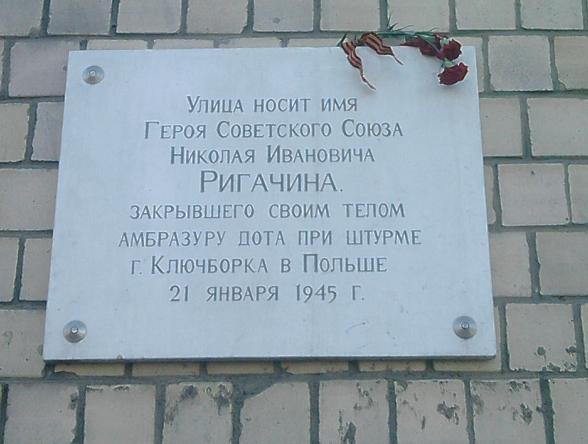
Памятная доска в Петрозаводске

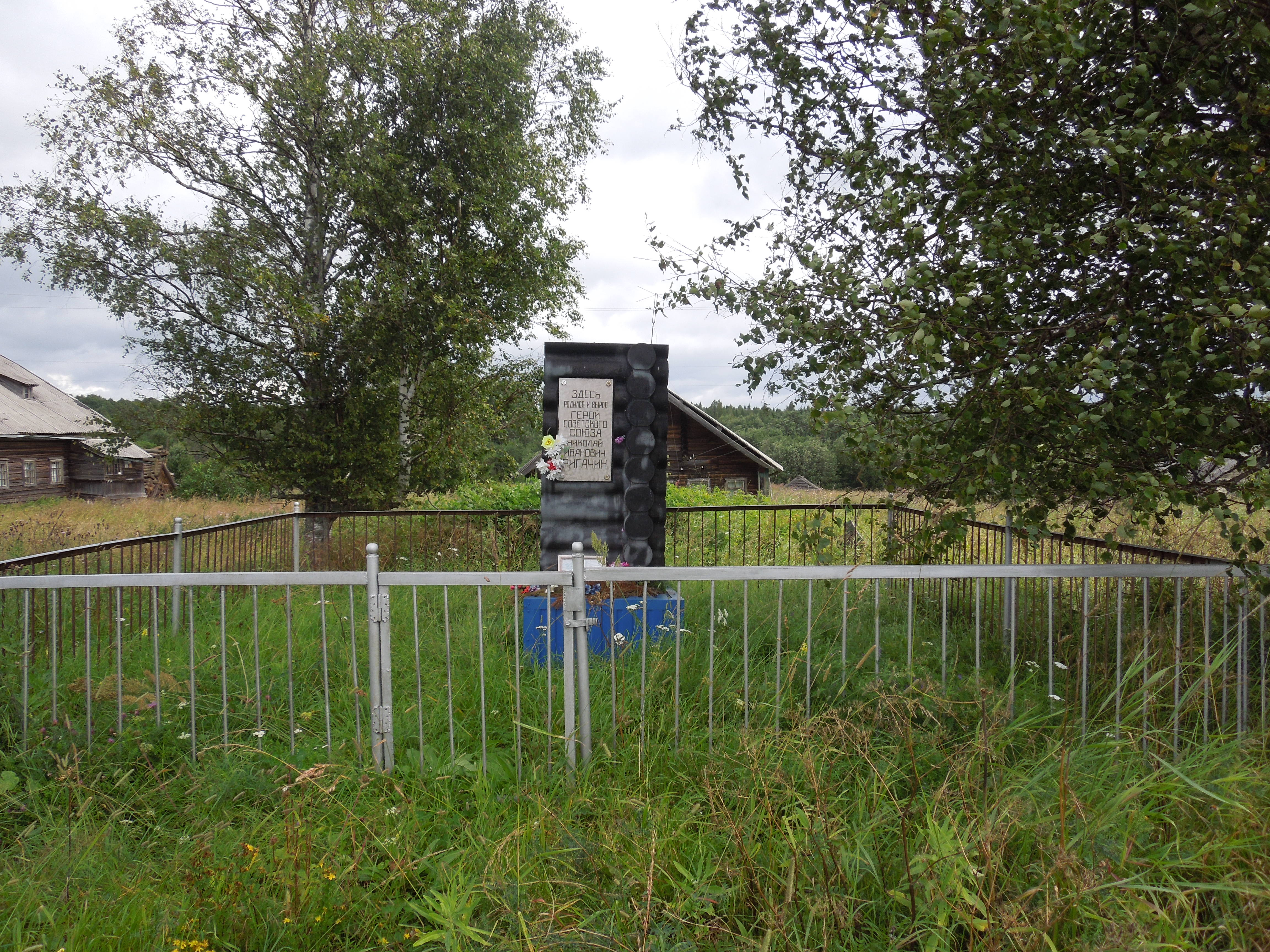
Памятный знак в д.Типиницы

Николай Иванович Ри́гачин (19 мая 1919 года, деревня Типиницы, Олонецкая губерния — 21 января 1945 года, Крайцбург, Нацистская Германия) — Герой Советского Союза, разведчик 287-го гвардейского стрелкового полка 95-й гвардейской Полтавской ордена Ленина Краснознамённой орденов Суворова и Богдана Хмельницкого стрелковой дивизии 5-й гвардейской армии 1-го Украинского фронта, гвардии красноармеец.

## Биография
Родился 19 мая 1919 года в деревне Типиницы, ныне Медвежьегорского района Республики Карелия. Мать умерла, когда Николаю исполнилось два года. Отец работал плотником, умер в 1935 году.
Работал в Типиницкой разнопромартели сапожником. Призван в Красную Армию в 1938 году.
В первые дни Великой Отечественной войны батальон, в котором служил Николай Ригачин, попал в окружение и Ригачин попал в плен, но позже бежал из лагеря военнопленных.
Весной 1944 года был зачислен разведчиком в гвардейский стрелковый полк. Николай Ригачин прошёл с боями почти всю правобережную Украину, Румынию, Польшу. Был награждён орденом Красной Звезды.
21 января 1945 года в городе Крейцбург Николай Ригачин погиб, бросившись на амбразуру и закрыв её своим телом.
Николай Ригачин похоронен в братской могиле в польском городе Ключборк (бывший Крейцбург).

## Награды
- Указом Президиума Верховного Совета СССР от 10 апреля 1945 года за образцовое выполнение боевых заданий командования на фронте борьбы с немецко-фашистскими захватчиками и проявленные при этом мужество и героизм гвардии красноармейцу Ригачину Николаю Ивановичу посмертно присвоено звание Героя Советского Союза;
- орден Ленина (10.04.1945);
- орден Красной Звезды (28.01.1945).

## Память
- Постановлением Городской Рады города Ключборка от 30 августа 1960 года главная аллея городского парка была названа именем Николая Ригачина.
- Именем героя названа улица в Петрозаводске.
- Портрет Н. И. Ригачина, как и всех 28 Героев Советского Союза — сынов и дочерей Карелии, установлен в Галерее Героев Советского Союза, открытой в 1977 году в столице Карелии в районе улиц Антикайнена и Красной.
- Мемориальная доска в память о Ригачине установлена Российским военно-историческим обществом на здании Толвуйской средней школы Медвежьегорского района, где он учился.
- Памятное место в деревне Типиницы Медвежьегорского района Республики Карелия, где стоял дом, в котором Н. И. Ригачин родился и жил до 1939 года[1].
- Имя Ригачина носил рыболовный траулер, приписанный к порту Мурманск[2].